# Владимиров Сергій Сидорович
Сергій Сидорович Влади́миров (нар. 10 жовтня 1907, Знам'янка — пом. 30 квітня 1981, Сімферополь) — український радянський живописець і педагог; член Спілки радянських художників України з 1946 року, з 1948 року — її голова.

## Біографія
Народився 27 вересня [10 жовтня] 1907 року у містечку Знам'янці (нині місто у Кіровоградській області України). Упродовж 1936—1941 років навчався в Інституті живопису, скульптури та архітектури імені Іллі Рєпіна у Ленінграді. Його викладачами були зокрема Борис Йогансон, Михайло Бернштейн, Олександр Зайцев, Володимир Сєров, Семен Абугов.
Під час німецько-радянської війни, у військовому званні лейтенанта, служив на Дунайській військовій флотилії. Нагороджений орденом Вітчизняної війни ІІ ступеня (29 серпня 1945).
Протягом 1946—1980 років працював на Кримському художньо-виробничому комбінаті, одночасно у 1948—1952 роках викладав на кафедрі живопису в Сімферопольському художньому училищі. Серед учнів: Степан Голуб, Олег Грачов, Микола Лядовський, Павло Мірошниченко. Жив у Сімферополі в будинку на вулиці Беспалова, № 35, квартира № 10. Помер у Сімферополі 30 квітня 1981 року.

## Творчість
Працював в галузі станкового живопису, створював переважно пейзажі. Серед робіт:
- «Севастопольський етюд» (1945);
- «Севастополь» (1956; Сімферопольський художній музей);
- «Прибій у Севастополі» (1957);
- «Кримський пейзаж» (1958);
- «У долині Кара-Даг» (1960);
- «Вечір» (1963);
- «Порт на Дніпрі» (1964);
- «Севастополь першотравневий» (1966);
- «Прорив ескадри в Севастополі у грудні 1941» (1967);
- «Судацька долина» (1969);
- «Судацька фортеця» (1969);
- «У передгір'ях Криму» (1970);
- «Севастопольська панорама. 1944» (1974);
- «Севастополь. Свято Перемоги. 1945 рік» (1974);
- «Перед дощем» (1976);
- «Осінній етюд» (1977).

Виконав серію етюдів і малюнків «Дунайці у боротьбі за батьківщину» (1944—1945).
Брав участь в обласниз, республіканських та всесоюзних мисецьких виставках з 1940 року. Персональні виставки відбулися у Сімферополі у 1945 і 1987 (посмертна) роках. 